# Jo Kern

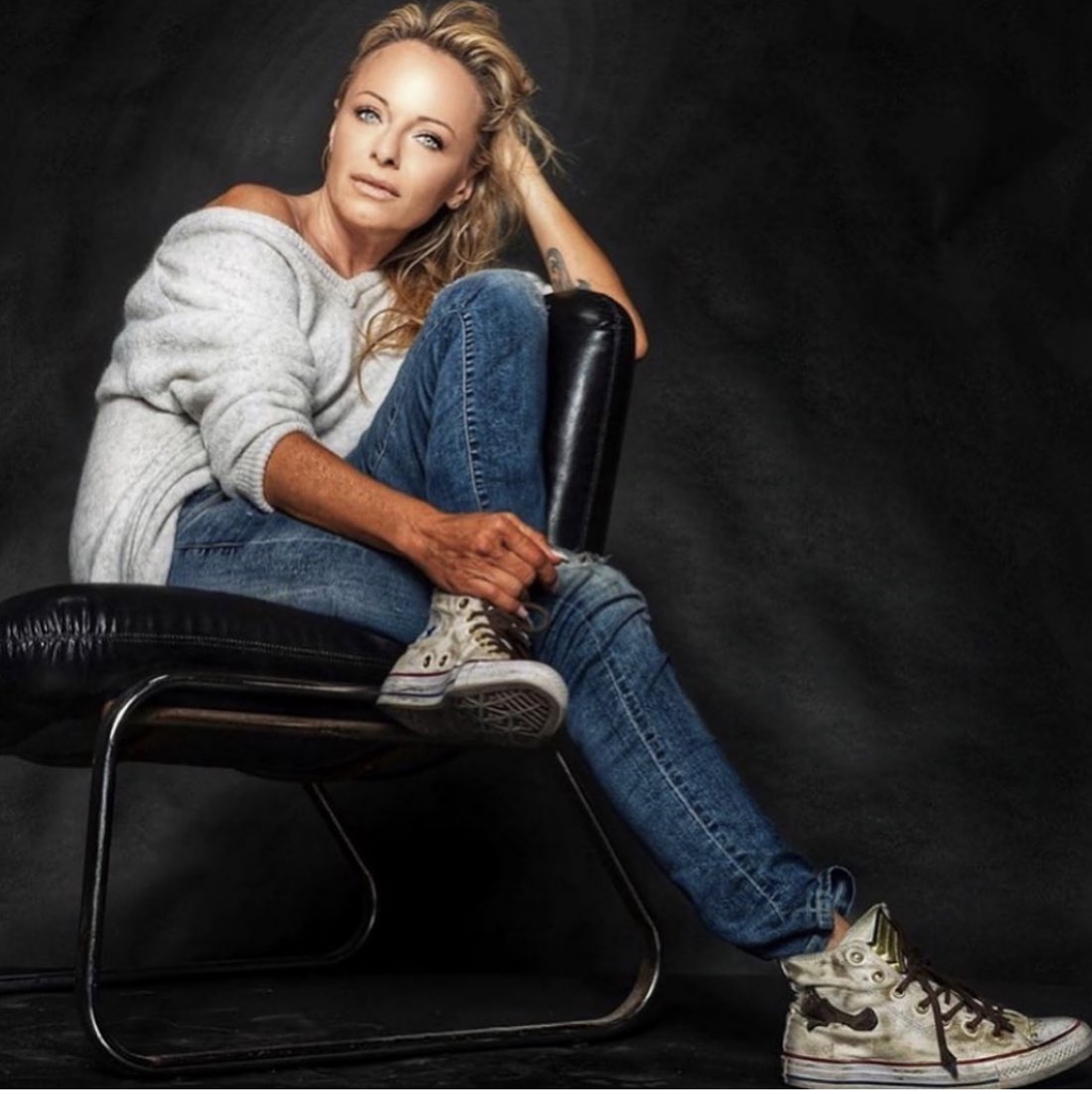
Jo Kern, 2022

Jo Kern, geboren als Judith Kernke (* 27. August 1975 in München), ist eine deutsche Schauspielerin und Synchronsprecherin.

## Leben
Kern wurde als Tochter der Schauspielerin Karin Kernke und des Schauspielers Pinkas Braun geboren.
Kern ging mit zwölf Jahren auf ein von der Zeitschrift Gong ausgeschriebenes Casting, daraus resultierte ihre erste Hauptrolle in Ede und das Kind an der Seite von Carl-Heinz Schroth und Heinz Reincke. Sie erhielt Unterricht in Stimm- und Sprechtechnik bei Thea Mertz. Im Alter von 15 Jahren verließ sie ihr Elternhaus und spielte in Norbert Kückelmanns Abgetrieben (1992). Sie erhielt weitere Schauspielausbildung bei Anthony Abeson in New York City und später Mark Travis in Los Angeles.
Sie spielte durchgehend Rollen in Kino-, Film- und Serienproduktionen, darunter Tatort, Das Traumschiff, Gegen den Wind oder Derrick. Durchgehende Hauptrollen spielte sie in den Serien Sterne des Südens und Mallorca – Suche nach dem Paradies. Sie machte Fernsehspiele wie Mein Sohn ist kein Mörder! (1995) an der Seite von Senta Berger, Lonny, der Aufsteiger (1997) mit Roman Knižka und Anna Thalbach und die Hauptrolle in Die unerwünschte Zeugin (1998) neben Christine Neubauer und Fred Stillkrauth. Kinowerke sind neben Abgetrieben zum Beispiel Rainer Matsutanis Nur über meine Leiche (1995) und an der Seite von Til Schweiger, Jürgen Vogel und Alexandra Maria Lara Wo ist Fred? (2006).
Neben dem Schauspiel spricht Kern in Hörbüchern, Hörspielen, als Synchronsprecherin und für Werbeproduktionen. Sie arbeitet auch im Theater, zum Beispiel als „Die guten Werke“ in Torsten Münchows Inzensierung Jedermann The King 2008. 2012 erhielt sie gemeinsam mit Rufus Beck und Karl-Walter Sprungala den 1. Preis der INTHEGA-Preise für die Tournee des Theaterstücks Rainman.
Neben dem künstlerischen Engagement ist Kern als Business-Coach und Gesichtleserin tätig. Von 2010 bis 2013 sowie von 2019 bis 2024 war sie mit Rufus Beck liiert. Nach Aufenthalten in Köln, Berlin und New York City lebt sie in München.

## Filmografie (Auswahl)
- 1988: Ede und das Kind (Spielfilm)
- 1989: Mit Leib und Seele (TV-Serie, 3 Folgen)
- 1991: Abgetrieben (Kinofilm)
- 1992: Au Pair (Kinofilm)
- 1993: Ein Bayer auf Rügen (TV-Serie, 3 Folgen)
- 1994: Die Brüder (Spielfilm)
- 1994: Nur über meine Leiche (Kinofilm)
- 1994: Lutz und Hardy (TV-Serie)
- 1994: Der Bergdoktor (TV-Serie, 2 Folgen)
- 1994: Unsere Schule ist die Beste (TV-Serie, 2 Folgen)
- 1995: Mein Sohn ist kein Mörder (Dt./ital. Coprod. Spielfilm)
- 1995: Sterne des Südens (TV-Serie, 13 Folgen)
- 1996: Gegen den Wind (TV-Serie, Hawaii, 3 Folgen)
- 1996: Titus der Satansbraten (TV-Serie, 2 Folgen)
- 1996: Flughafenklinik (TV-Serie)
- 1996: Die unerwünschte Zeugin (Spielfilm)
- 1997: Sophie – Schlauer als die Polizei (TV-Serie)
- 1997: Das Traumschiff – St. Lucia (TV-Serie)
- 1997: Tatort – Der Teufel (TV-Serie)
- 1998: Lonny, der Aufsteiger – (Kinofilm)
- 1998: Alarm für Cobra 11 – Die Autobahnpolizei: Der tote Zeuge (TV-Serie)
- 1999: Mallorca – Suche nach dem Paradies (TV-Serie)
- 2001: Der Clown – Vollnarkose (TV-Serie)
- 2002: SOKO Leipzig – Alte Freunde (TV-Serie)
- 2002: Edel & Starck – Eine fast perfekte Ehe (TV-Serie)
- 2003: Die Wache – Delbrücks Geständnis (TV-Serie)
- 2005: Wilde Engel – Catwalk (TV-Serie)
- 2006, 2012: Pastewka (TV-Serie, 2 Folgen)
- 2006: Wo ist Fred? (Kinofilm)
- 2009: Männersache (Kinofilm)
- 2011, 2015: Die Rosenheim-Cops (TV-Serie, 2 Folgen)
- 2012: Ganz der Papa
- 2012: Add a Friend (TV-Serie, 9 Folgen)
- 2015: Hubert und Staller – Fit in den Tod (TV-Serie)
- 2017: Dieses bescheuerte Herz (Kinofilm)
- 2018: Beck is back! – Liebe bis zum Schluss (TV-Serie)
- 2021: Inga Lindström: Rosenblüten im Sand
- 2022: Frühling – Flüsternde Geister (TV-Reihe)
- 2022: Die Chefin – Im Fadenkreuz (TV-Serie)
- 2023: Hubert ohne Staller (TV-Serie)
- 2023: Rosenheimcops – Generationswechsel (TV-Serie)

## Synchronrollentätigkeiten (Auswahl)
- 2000: Lisa Edelstein (als Dina) in: What Woman want[4]
- 2020: Laura Smet (als Laura Smet) in: Call My Agent![4]
- 2009: Gina Gershon (als Dina)  in: Tripping the Rift[4]
- 2009: Carmen Electra (als Dina) in: Tripping the Rift[4]
- 2012: Rosario Dawson (als Sevilla) in: Hotel Noir[4]
- 2015: Eva LaRue (als Nicole)  in: Die Spürnasen – Ermittler auf vier Pfoten[4]
- 2002: Rachel House (als Shilo) in: Whale Rider[4]
- 2015: Vinessa Antoine (als Evidence 'Evi' Ryan) in: Haven[4]
- 2011: Karen LeBlanc (als Pam 'T.C.' Garrett) in: Shattered[4]
- 2021: Erika Alexander (als Connie Irving) in: Bosch[4]
- 2018 Merrin Dungey (als Ursula/Meerhexe) in: Once Upon a Time – Es war einmal …[4]

## Voice-Over/Erzählung (Auswahl)
- 2024: als „Jasmin“ in: It's Not Dark Yet (Kurzfilm)[5]

## Hörbücher (Auswahl)
- Am Ende siegt die Liebe | Claudia Mehler / abod Verlag / Bastei Lübbe
- Arbeit ist nicht unser Leben | Alix Faßmann / abod Verlag / Bastei Lübbe
- Atem – Kraftquelle deines Lebens | Swami Saradananda / Scenario / Trias
- Auftanken im Alltag | Gabriele Lindemann, Vera Heim
- Blauwasserleben | Heike Dorsch / Piper
- Dancing Queens | Jana Fuchs / abod Verlag / Knaur
- Das Böse naht | Linda Castillo
- Das Universum – Was unsere Welt zusammen hält | Stephen Hawking & Lucy Hawking
- Die Gesichter der Toten | Constanze Niess / abod Verlag / Bastei Lübbe
- Die Unzerbrechliche | Michelle Knight / Bastei Lübbe
- Einen Tod musst du sterben | Susanne Mischke / Piper
- Erfinde Dich neu | Gretchen Rubin / abod Verlag
- Franny – Willkommen im Himmel | Constanze Köpp
- Ganz normale Helden | Anthony Mc Carten / Diogenes Hörbuch
- Grabt Opa aus | Tatjana Kruse / abod Verlag / Haymon
- Hund, Katze, Graus | Bettina Peters / abod Verlag / Bastei Lübbe
- Meditationen – basics | Kern Essenz / Karmaloft
- Sekundentod | Petra Mattfeldt / Knaur
- Warum Glück allein nicht glücklich macht | Vera Schrade